# アセタミプリド
アセタミプリド（英: Acetamiprid）は、日本曹達が開発したネオニコチノイド系殺虫剤であり、昆虫神経のシナプス後膜のニコチン性アセチルコリン受容体に結合し、神経の興奮とシナプス伝達の遮断を引き起こすことで殺虫活性を示す。
商品名は「モスピラン」で、液剤・粒剤・水溶剤・エアゾル剤・複合肥料として、各農薬メーカーで製造されている。
植物体への浸透移行性と残効性が高いため、葉を巻いて中に隠れてしまうような害虫（アブラムシや毛虫の一部など）や果実の中に潜むシンクイガなどの幼虫に対しても効果が高い。また、広く使われている有機リン系殺虫剤とは作用機序が異なるため、有機リン系殺虫剤に薬剤抵抗性のある害虫にも効果が期待できる。ミツバチ、マルハナバチに対する影響が少ないことが報告されている。

## 毒性
アセタミプリドは、ヒトへの発癌性物質である可能性が低いとして分類されている。哺乳類には低い急性、慢性毒性、発癌性、変異原性および神経毒の影響を及ぼす。哺乳類、鳥類、魚類、爬虫類、両生類に対する亜致死作用が報告されている。

## 使用
アセタミプリドは、殺虫剤での殺虫活性成分として使用されている。
- 蛾、カイガラムシ、コナジラミ、ブヨ、シラミなどの吸血昆虫の駆除に使用されている。
- ドイツ、オーストリア、スイスで承認された製品は、観葉植物の治療のために主に使用されており、園芸では、キュウリ、トマト、ナシ状果実のアブラムシの駆除を承認した。

## 作用機序
昆虫の神経のシナプス後膜のニコチン性アセチルコリン受容体に結合し、神経の興奮とシナプス伝達の遮断を引き起こすことにより、殺虫活性を示す。

## 規制
日本では、水和剤と顆粒水和剤が、毒物及び劇物取締法第14条の『医薬用外劇物』として、流通と販売が規制されている。購入には、印章と毒物・劇物譲受書の提出、18歳未満の者や薬物中毒者への販売禁止、販売店には5年間の書類保管が義務付けられている。
欧州連合加盟国では、アセタミプリドの適用が承認されている。許可された日用量は、体重1キログラム当たり0.07ミリグラムである。欧州食品安全機関は、2013年12月に神経系への影響に与えるとして、一日上限用量は0.025 mg / kgにするように示唆された。
スイスでは、エンドウ豆、ネギ、ナシ、チェリー、レタスに基準値0.5mg/ kgで0.1 mg / kgの許容値がある。ジャガイモ、タマネギ、プラムプルーンでは0.05 mg/kg

## 事件
2008年に発覚した事故米不正転売事件において、アセタミプリドが一日摂取許容量以上に残留した事故米穀が、食用として転売され流通していたことが判明した。